# Égarement coupable
Égarement coupable (Indiscretion) est un téléfilm américain réalisé par John Stewart Muller, diffusé le 23 juillet 2016 sur Lifetime.

## Synopsis
Veronica, une psychiatre, est mariée à Jake, un homme politique en campagne pour l'élection sénatoriale de Louisiane. Lors d'un gala, Veronica fait la connaissance de Victor, un artiste à qui elle achète une sculpture. Victor et Veronica se revoient, décident de dîner ensemble, puis passent le week-end tous les deux. Veronica, qui ne souhaite pas aller plus loin, tente de faire comprendre à Victor qu'ils n'ont vécu qu'une aventure sans lendemain. Refusant de l'accepter, Victor s'arrange pour se rapprocher de Jake et devenir un de ses amis du club de tir. Puis il séduit Lizzy, la fille de Veronica et Jake…

## Fiche technique
- Réalisation : John Stewart Muller
- Scénario : Laura Boersma et John Stewart Muller
- Photographie : Frederick Schroeder
- Musique : Toby Chu
- Durée : 109 minutes
- Date de diffusion :
  -  États-Unis : 23 juillet 2016 sur Lifetime
  -  France : 10 mars 2017 sur TF1

## Distribution
- Mira Sorvino (VF : Anneliese Fromont) : Veronica Simon
- Cary Elwes (VF : Jean-Philippe Puymartin) : Jake Simon
- Christopher Backus (en) (VF : Axel Kiener) : Victor
- Katherine McNamara (VF : Clara Quilichini) : Lizzy
- Melora Walters (VF : Marie-Madeleine Burguet-Le Doze) : Harper
- Lisa Gay Hamilton (VF : Maïk Darah) : Karen Wyatt
- Shane Callahan (en) (VF : Stéphane Miquel) : Neil
- Buck Taylor : Abe
- Marco St. John : Gouverneur Wallace
- Jason Bayle (VF : Christophe Desmottes) : Marcus
- Liliana Tandon : Rebecca
- Brittany Clark : Ellie
- Lara Grice (en) (VF : Christèle Billault) : Cathy
- Colby Arps : Josh

 Source et légende : version française (VF) sur RS Doublage et selon le carton du doublage français télévisuel.